# シャフカト・サラーモフ
シャフカト・ラスローヴィチ・サラーモフ (ラテン文字:Shavkat Salomov、ウズベク語: Shavkat Rasulovich Salomov / Шавкат Расулович Саломов、1985年11月13日 - ) は、ウズベキスタン・タシュケント出身の元プロサッカー選手である。現役時代のポジションはMF。「シャフカト・サラモフ」や「シャフカト・サロモフ」と表記されることもある。

## 概要
サラーモフは2010 FIFAワールドカップ・アジア予選に2試合出場した。

## 代表における得点
| # | 日時           | 場所         | 対戦相手             | スコア | 結果 | 大会種別                            |
| - | -------------- | ------------ | -------------------- | ------ | ---- | ----------------------------------- |
|   | 2007年10月13日 | タシュケント | チャイニーズタイペイ | 9-0    | 勝利 | 2010 FIFAワールドカップ・アジア予選 |